# Sitobion schoelli
Sitobion schoelli är en insektsart. Sitobion schoelli ingår i släktet Sitobion och familjen långrörsbladlöss. Inga underarter finns listade i Catalogue of Life.